# Начиная вечером
«Начиная вечером» (англ. Starting Out in the Evening) — кинофильм, не рекомендуется детям до 18 лет. По роману Брайана Мортона. Критики считают, что прообразом главного героя стал писатель Артур Миллер.

## Сюжет
Некогда знаменитый благодаря своим романам, а теперь забытый своими читателями и коллегами по литературе, старый и больной, писатель Леонард Шиллер уже 10 лет пытается завершить свой, как он уже уверен, последний роман. Когда дерзкая и амбициозная аспирантка Университета Брауна Хэвер Вулф приходит к нему с просьбой поделиться своими мыслями и воспоминаниями, нужными ей для диссертации, она надеется заново представить писателя публике — вначале Леонард отказывается сотрудничать. Но девушка непреклонна, и в конце концов, писатель соглашается на еженедельные встречи, в ходе которых он постепенно открывается перед ней, неохотно вспоминая своё прошлое.
Несколько подозрительно относится к мотивам Хэвер дочь Леонарда, Эриел, в прошлом профессиональный танцор, а в данное время преподаватель по йоге и пилатесу. После недолгих размышлений о том, что ей уже скоро стукнет 40, Эриел решает прекратить использование диафрагмы со своим партнёром Виктором, не сообщая ему о намерении завести ребёнка. Когда Виктор делает Эриел предложение, та признается ему, что не использовала диафрагму и заканчивает отношения. По случайному совпадению в это же время бывший возлюбленный Эриел Кейси Дэвис возвращается в Нью-Йорк из Чикаго после пятилетнего отсутствия. Их отношения зашли в тупик из-за его отказа иметь ребёнка, и, когда они вновь начинают встречаться, он быстро даёт понять, что его отношение к данному вопросу не изменилось.

### Контекст
В фильме рассказывается об этих четырёх людях и об их духовном росте по мере того, как они оказываются вытолкнутыми из своих зон комфорта, и обстоятельства заставляют их пересмотреть свои жизни и определить, на какие компромиссы и жертвы они готовы идти для удовлетворения требований других.

## В ролях
| Актёр           | Роль           |
| --------------- | -------------- |
| Фрэнк Ланджелла | Леонард Шиллер |
| Лорен Эмброуз   | Хэвер Вульф    |
| Лили Тейлор     | Ариэль Шиллер  |
| Эдриан Лестер   | Кейси Дэвис    |
| Майкл Кампсти   | Виктор         |
| Джессика Хект   | Сандра Беннетт |

## Критика
Энтони Скотт из The New York Times заметил: «Вместо ностальгии „Начиная вечером“ предлагает прозорливую элегию этому миру».
Роджер Эберт из Chicago Sun-Times оценил фильм на 4 звезды из 4 и прокомментировал: «Фильм тщательно смоделирован, чтобы вовлекать нас в ситуацию все глубже и глубже, и в нем не используются надуманные сюжетные приемы».
Мик ЛаСалль из San Francisco Chronicle сказал, что привлекательность оригинального романа заключалась в «простой, но элегантной прозе и в том, как Мортон позволяет нам увидеть мыслительный процесс своих персонажей. К сожалению, режиссер и соавтор сценария Эндрю Вагнер усугубляет трудности романа, упиваясь мрачностью истории и довольствуясь сентиментальными жестами своих актеров».
Скотт Фундас из Variety назвал фильм «мудрой, тщательно продуманной камерной драмой» и «небольшой, но глубоко резонансной картиной».